# Bréau-Mars
Bréau-Mars község Franciaország Okcitánia régiójában, Gard megyében. Új községként 2019. január 1-jén jött létre két korábbi község: Bréau-et-Salagosse és Mars egyesítésével. Lakosainak száma 679 fő (2022. január 1.).

## Népesség
| Lakosok száma | 616  | 629  | 643  | 658  | 666  | 679  |
|               | 2017 | 2018 | 2019 | 2020 | 2021 | 2022 |